# Marianthus aquilonaris
Marianthus aquilonaris är en tvåhjärtbladig växtart som beskrevs av N.Gibson och Wege. Marianthus aquilonaris ingår i släktet Marianthus och familjen Pittosporaceae. Inga underarter finns listade.